# Valea Mostiștea (sit SPA)
Valea Mostiștea este o zonă protejată (arie de protecție specială avifaunistică - SPA) situată în partea sudică a Muntenei, pe teritoriul administrativ al județului Călărași.

## Localizare
Aria naturală se află în partea central-sudică a județului Călărași, pe teritoriile comunelor Dorobanțu, Frăsinet, Gurbănești, Mânăstirea, Sohatu, Sărulești, Ulmu și Valea Argovei și este străbătută de drumul județean DJ303, care leagă localitatea Coțofanca de Mânăstirea.

## Descriere
Valea Mostiștea a fost declarată Arie de Protecție Specială Avifaunistică prin Hotărârea de Guvern nr. 1284 din 24 octombrie 2007 (privind declararea ariilor de protecție specială avifaunistică ca parte integrantă a rețelei ecologice europene Natura 2000 în România) și se întinde pe o suprafață de 6.614,8 hectare.
Planul de management a fost aprobat prin Ordinul ministrului mediului, apelor și pădurilor nr.908 din 2023 privind aprobarea Planului de management al siturilor Natura 2000 ROSCI0131 Oltenița—Mostiștea—Chiciu (incluzând rezervația naturală IV.20. Ostrovul Haralambie), ROSPA0021 Ciocănești—Dunăre (incluzând rezervația naturală IV.21 Ostrovul Ciocănești), ROSPA0055 Lacul Gălățui, ROSPA0105 Valea Mostiștea, ROSPA 0136 Oltenița—Ulmeni ca urmare a Proiectului MySMIS 102123
Aria protejată (încadrată în bioregiune geografică stepică) reprezintă o zonă naturală în lunca Văii Mostiștea, afluent al Dunării (râuri, lacuri, mlaștini, turbării, terenuri arabile, culturi, pajiști naturale, stepe); ce asigură condiții de hrană, cuibărit și viețuire pentru mai multe specii de păsări migratoare, de pasaj sau sedentare (important pentru populațiile cuibăritoare, atât în perioada de migrație cât și asigurării iernatului).

## Avifaună
La baza desemnării sitului se află mai multe specii avifaunistice (de migrație și pasaj) enumerate în anexa I-a a Directivei Consiliului European 147/CE din 30 noiembrie 2009 (privind conservarea păsărilor sălbatice).

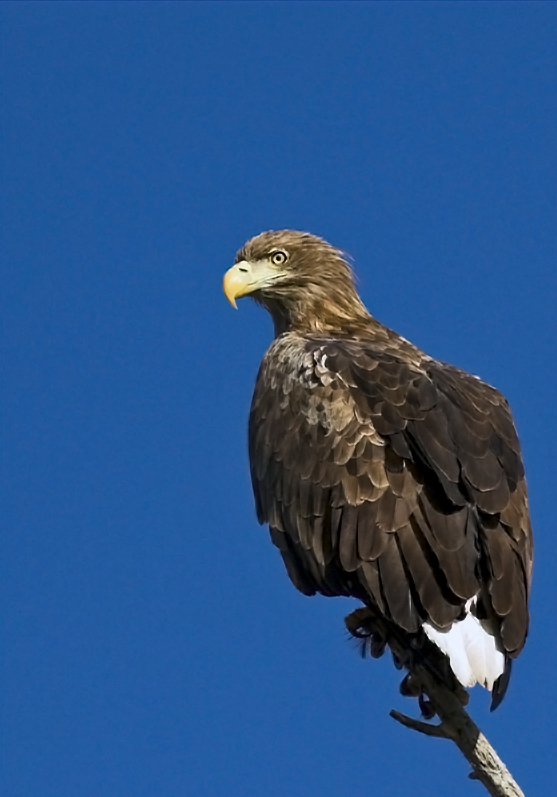
Codalb (Heliaeetus albicilla)

Specii de păsări protejate semnalate în arealul sitului: lăcarul mare (Acrocephalus arundinaceus), lăcar-de-lac (Acrocephalus scirpaceus), fluierar de munte (Actitis hypoleucos), pescăruș albastru (Alcedo atthis), ciocârlie-de-câmp (Alauda arvensis), rață sulițar (Anas acuta), rață fluierătoare (Anas penelope), rață lingurar (Anas clypeata), rață mare (Anas platyrhynchos), rață cârâitoare (Anas querquedula), rață pestriță (Anas strepera), stârc galben (Ardeola ralloides), stârc cenușiu (Ardea cinerea), stârc roșu (Ardea purpurea), rață roșie (Aythya nyroca), rață-cu-cap-castaniu (Aythya ferina), rața moțată (Aythya fuligula), buhai de baltă (Botaurus stellaris), gâsca cu piept roșu (Branta ruficollis), șorecar mare (Buteo rufinus), prundaș nisipar (Calidris alba), fugaci mic (Calidris minuta), prundaș pitic (Calidris temminckii), cânepar (Carduelis cannabina), sticlete (Carduelis carduelis), florinte (Carduelis chloris), scatiu (Carduelis spinus), prundașul gulerat mic (Charadrius dubius), chirighiță-cu-obraz-alb (Chlidonias hybridus), barză neagră (Ciconia nigra), barză albă (Ciconia ciconia), șerpar (Circaetus gallicus), erete de stuf (Circus aeruginosus), erete vânăt (Circus cyaneus), porumbel de scorbură (Columba oenas), dumbrăveancă (Coracias garrulus), cuc (Cuculus canorus), lebădă de iarnă (Cygnus cygnus), lebădă de vară (Cygnus olor), lăstun de casă (Delichon urbica), egretă mică (Egretta garzetta), egretă mare (Egretta alba), șoim-de-iarnă (Falco columbarius), șoimul rândunelelor (Falco subbuteo), lișiță (Fulica atra), ciocârlan (Galerida cristata), găinușa de baltă (Gallinula Chloropus), cufundar polar (Gavia arctica), codalb (Haliaeetus albicilla), piciorong (Himantopus himantopus), rândunică de hambar (Hirundo rustica), stârc pitic (Ixobrychus minutus), sfrâncioc roșiatic (Lanius collurio), sfrânciocul cu frunte neagră (Lanius minor), pescăruș argintiu (Larus cachinnans), pescăruș râzător (Larus ridibundus), pescăruș cu cap negru (Larus melanocephalus), sitarul de mal nordic (Limosa lapponica), grelușelul de stuf (Locustella luscinioides), codobatura albă (Motacilla alba), codobatura galbenă (Motacilla flava), prigoare (Merops apiaster), presură sură (Miliaria calandra), stârc de noapte (Nycticorax nycticorax), grangur (Oriolus oriolus), pelican creț (Pelecanus crispus), pelicanul comun (Pelecanus onocrotalus), cormoran-mare (Phalacrocorax carbo sinensis), cormoran mic (Phalacrocorax pygmeus), bătăuș (Philomachus pugnax), lopătar (Platalea leucorodia), țigănuș (Plegadis falcinellus), ploier auriu (Pluvialis apricaria), pițigoi-pungar (Remiz pendulinus), lăstun de mal (Riparia riparia), chiră de baltă (Sterna hirundo), pescăriță mare (Sterna caspia), corcodel mic (Tachybaptus ruficollis), călifar alb (Tadorna tadorna), fluierarul cu picioare roșii (Tringa totanus), fluierar cu picioare verzi (Tringa nebularia), fluierar de mlaștină (Tringa glareola), fluierar de lac (Tringa stagnatilis), fluierar negru (Tringa erythropus), fluierarul de zăvoi (Tringa ochropus), mierlă (Turdus merula), pupăză (Upupa epops) sau nagâț (Vanellus vanellus).

## Căi de acces
- Drumul național DN31 pe ruta: Oltenița - Spanțov - Chiselet - Mânăstirea, Călărași.

## Monumente și atracții turistice
În vecinătatea sitului se află câteva obiective de interes istoric, cultural și turistic; astfel:
- Biserica „Sf. Dumitru și Sf. Nestor” din Mânăstirea, construcție 1648 - 1660, monument istoric.
- Biserica „Sf. Ierarh Nicolae” din Tăriceni, construcție 1828 - 1830, monument istoric.
- Biserica „Sf. Treime” din Vărăști, construcție 1838, monument istoric.
- Ansamblul Schitul Codreni (Biserica "Schimbarea la Față", zid de incintă, chilii și turn-clopotniță), construcție 1678, monument istoric.Râul Mostiștea la Sultana

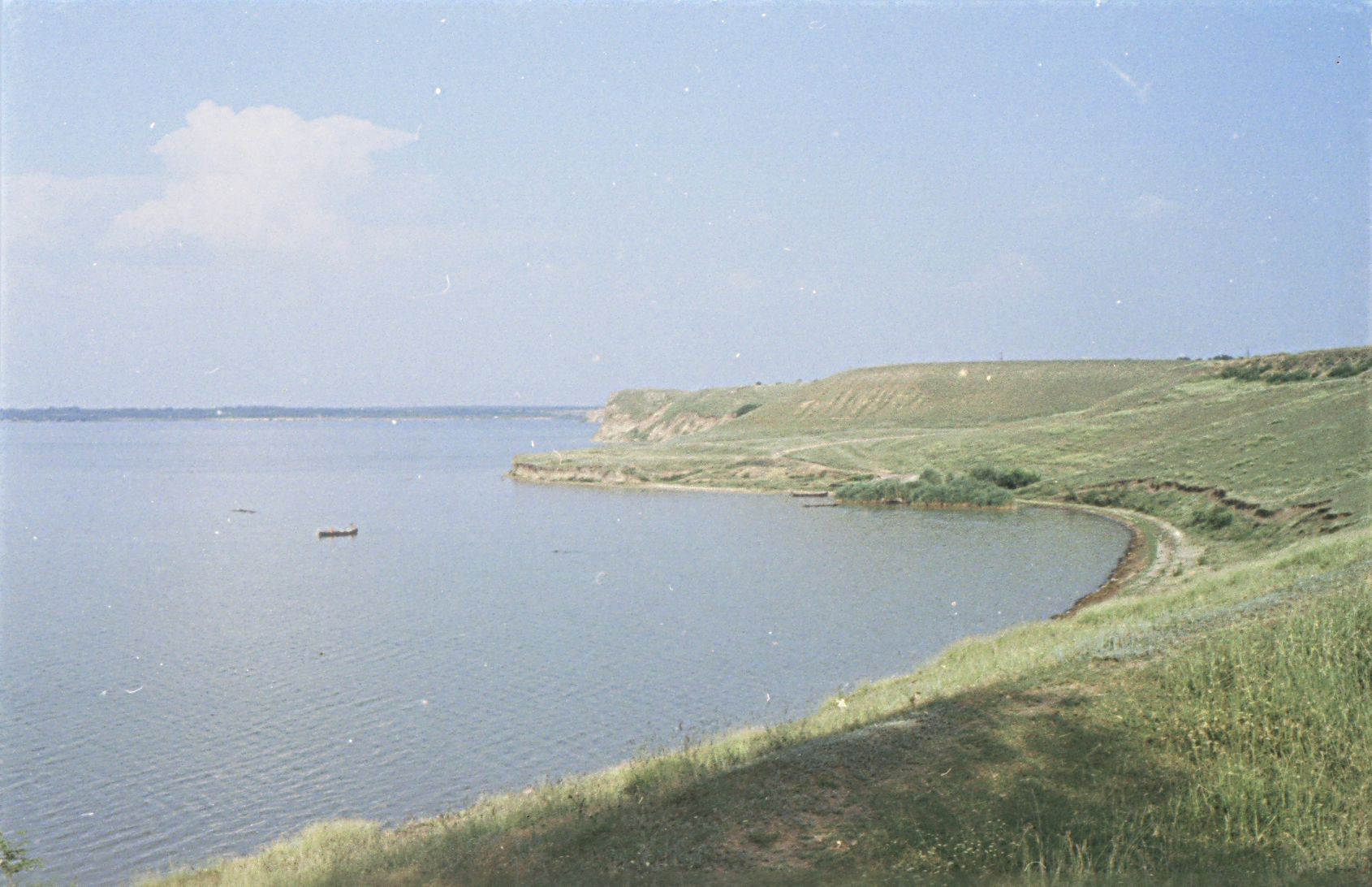
Râul Mostiștea la Sultana

- Casă boierească în satul Sohatu, construcție 1848, monument istoric.
- Situl arheologic de la Chiselet (sec. II-I a. Chr., Neolitic, Latène).
- Situl arheologic („La grădini”) de la Lunca (mileniul V a. Chr., Hallstatt timpuriu, Cultura aspectul Mediaș, Neolitic, cultura Boian, faza Bolintineanu).
- Situl arheologic de la Preasna (Latène, Epoca bronzului târziu).
- Ariile naturale: Ostrovul Ciocănești, Oltenița – Mostiștea - Chiciu (sit de importanță comunitară), Pădurea Ciornuleasa (rezervație naturală).
- Râul Mostiștea